# Natação nos Jogos Pan-Americanos de 2015 - Revezamento 4x200 m livre masculino
As competições do revezamento 4x200 metros livre masculino da natação nos Jogos Pan-Americanos de 2015 foram realizadas em 15 de julho no Centro Aquático CIBC Pan e Parapan-Americano, em Toronto.

## Calendário
Horário local (UTC-4).
| Data        | Horário | Fase          |
| ----------- | ------- | ------------- |
| 15 de julho | 11:31   | Eliminatórias |
| 15 de julho | 21:09   | Final         |

## Medalhistas
|  | BRA Brasil |  | USA Estados Unidos                                                                 |  | CAN Canadá                                                                       |
|  | Luiz Altamir Melo João de Lucca Thiago Pereira Nicolas Oliveira Henrique Rodrigues Kaio de Almeida Thiago Simon |  | Michael Weiss Michael Klueh Joseph Bentz Darian Townsend Ryan Feeley Bobby Bollier |  | Jeremy Bagshaw Alec Page Stefan Milošević Ryan Cochrane Yuri Kisil Coleman Allen |

## Recordes
Antes desta competição, os recordes mundiais e pan-americanos da prova eram os seguintes:
| Tipo                             | Atleta         | Tempo   | Local          | Data                |
| -------------------------------- | -------------- | ------- | -------------- | ------------------- |
|                                  | Estados Unidos | 6m58s55 | Roma           | 31 de julho de 2009 |
| Recorde dos Jogos Pan-Americanos | Brasil         | 7m12s27 | Rio de Janeiro | 17 de julho de 2007 |

## Resultados

### Eliminatórias
A eliminatória foi realizada em 15 de julho. 
| Pos. | Bateria | Raia | Nadador | Nacionalidade      | Tempo   | Nota |
| ---- | ------- | ---- | --- | ------------------ | ------- | ---- |
| 1    | 1       | 4    | Joseph Bentz (1:49.85) Ryan Feeley (1:49.49) Bobby Bollier (1:50.82) Darian Townsend (1:49.02)                    | USA Estados Unidos | 7:19.18 | Q    |
| 2    | 1       | 2    | Stefan Milošević (1:49.84) Yuri Kisil (1:50.05) Ryan Cochrane (1:49.99) Coleman Allen (1:49.98)                   | CAN Canadá         | 7:19.86 | Q    |
| 3    | 1       | 5    | Luiz Altamir Melo (1:49.22) Henrique Rodrigues (1:49.43) Kaio de Almeida (1:52.23) Thiago Simon (1:58.54)         | BRA Brasil         | 7:29.42 | Q    |
| 4    | 1       | 2    | Andres Doria (1:51.15) Rafael D'Avila (1:52.05) Andy Arteta (1:53.62) Daniele Tirabassi (1:53.40)                 | VEN Venezuela      | 7:30.22 | Q    |
| 5    | 1       | 7    | Julio Olvera (1:52.33) José Martínez (1:51.09) Arturo Pérez (1:54.44) Ricardo Vargas (1:52.48)                    | MEX México         | 7:30.34 | Q    |
| 6    | 1       | 3    | Lautaro Rodriguez (1:53.84) Esteban Paz (1:53.56) Juan Pereyra (1:56.76) Martín Naidich (1:55.14)                 | ARG Argentina      | 7:39.30 | Q    |
| 7    | 1       | 1    | Nicholas Magana (1:55.53) Gerardo Huidobro (2:10.25) Jean Pierre Monteagudo (2:01.19) Gustavo Gutierrez (1:58.49) | PER Peru           | 8:05.46 | Q    |

### Final
A final A foi realizada em 15 de julho. 
| Pos.              | Raia | Nadador                                                                                                 | Nacionalidade      | Tempo   | Notas                            |
| ----------------- | ---- | --- | ------------------ | ------- | -------------------------------- |
| Medalha de ouro   | 3    | Luiz Altamir Melo (1:48.39) João de Lucca (1:47.79) Thiago Pereira (1:48.14) Nicolas Oliveira (1:46.83) | BRA Brasil         | 7:11.15 | Recorde dos Jogos Pan-Americanos |
| Medalha de prata  | 4    | Michael Weiss (1:48.49) Michael Klueh (1:48.26) Joseph Bentz (1:47.90) Darian Townsend (1:47.55)        | USA Estados Unidos | 7:12.20 |                                  |
| Medalha de bronze | 5    | Jeremy Bagshaw (1:49.56) Alec Page (1:49.20) Stefan Milošević (1:49.33) Ryan Cochrane (1:49.24)         | CAN Canadá         | 7:17.33 |                                  |
| 4                 | 6    | Daniele Tirabassi (1:51.75) Marcos Lavado (1:50.04) Andres Doria (1:50.39) Cristian Quintero (1:48.96)  | VEN Venezuela      | 7:21.14 |                                  |
| 5                 | 2    | Long Yuan Gutierrez (1:48.87) Luis Campos (1:51.15) José Martínez (1:50.85) Julio Olvera (1:51.25)      | MEX México         | 7:22.12 | Recorde nacional                 |
| 6                 | 7    | Federico Grabich (1:48.34) Juan Pereyra (1:51.80) Guido Buscaglia (1:52.15) Martín Naidich (1:50.53)    | ARG Argentina      | 7:22.82 | Recorde nacional                 |

Legenda
| Recorde mundial                  | Recorde mundial (World record)               |                       | Recorde africano                      | Recorde africano (African) |                                           | Q | Classificado por posição (Qualified) |
| Recorde dos Jogos Pan-Americanos | Recorde pan-americano (Pan-American record)  | Recorde da América    | Recorde da América (Americas)         | q                          | Classificado por melhor tempo (Qualified) |   |                                      |
| Melhor marca do ano              | Melhor marca do ano (World leading)          | Recorde asiático      | Recorde asiático (Asian)              | DNS                        | Não largou (Did not start)                |   |                                      |
| Recorde nacional                 | Recorde nacional (National record)           | Recorde europeu       | Recorde europeu (European)            | DNF                        | Não terminou (Did not finish)             |   |                                      |
| Recorde pessoal                  | Recorde pessoal do atleta (Personal best)    | Recorde da Oceania    | Recorde da Oceania (Oceania)          | DSQ / DQ                   | Desclassificado (Disqualified)            |   |                                      |
| Recorde da temporada             | Recorde da temporada do atleta (Season best) | Recorde sul-americano | Recorde sul-americano (South America) | NM                         | Sem marca (No mark)                       |   |                                      |